# Marcelo Javier Correa
Marcelo Javier Correa (Córdoba, Argentina; 23 de octubre de 1992) es un futbolista argentino que se desempeña como delantero. Actualmente juega en Colo-Colo de la Primera División de Chile.

## Trayectoria

### Instituto de Córdoba
Debuta el año 2009 de la mano del entrenador Marcelo Bonetto contra Ferro Carril Oeste a los 16 años de edad.
Posteriormente declararía lo siguiente referente a su precoz debut:

«Tenía mucha ilusión y no me gustó entrar y salir a los dos partidos. A nadie le gusta. Pero estoy agradecido. Ahora la cabeza es otra, uno madura con el tiempo. Ahora tengo mi familia, y sé que esto de ser futbolista es una responsabilidad. Me cuido. Cuando me tocó debutar era muy pibe. Todo fue aprendizaje. Anduve por todos lados, el hecho de irte y mirar las cosas a la distancia también te da otro punto de vista.»

Su desempeño en Instituto llamó rápidamente la atención de algunos clubes de Europa, uno de ellos fue el Sport Lisboa e Benfica de Portugal. Incluso estuvo a prueba con las «águilas» y se habló de una oferta de 300 mil euros por dos años de préstamo aunque finalmente no se concretó la transacción.

### Ferro Carril Oeste
Llega a Ferro Carril Oeste para la temporada 2012-13 después de un corto paso por General Paz Juniors. Debuta con «El Ferro» como titular junto a Jorge Carranza, Hugo Vera, Pablo De Miranda y Joel Amoroso en el empate 0-0 ante Olimpo.

### Rosario Central
El año 2014 fichó por Rosario Central, pero por un tema de cupos no fue tenido en cuenta, por lo que fue cedido a Olimpia de Paraguay.

### Olimpia
El 27 de febrero de 2014 Javier llega al conjunto «decano» como refuerzo para el Apertura 2014. El cordobés llegó en condición de préstamo por Rosario Central.

### Godoy Cruz
Marcelo Javier se incorporó oficialmente a Godoy Cruz el 27 de enero de 2015 después de rescindir su contrato con Rosario Central, convirtiéndose en el cuarto refuerzo de «El Expreso». Correa fue una constante en la oncena titular dirigida por Diego Omar Dabove, sin embargo una lesión le alejó de las canchas, lo que provocó que perdiese su sitio ante Santiago García y Victorio Ramis, por ese motivo decidió salir del «Tomba» rumbo a Colón.

### Colón
Es adquirido por «El Sabalero» debido a su carencia de actividad con Godoy Cruz. Permaneció un año en Colón donde jugó 30 partidos y anotó 13 goles.

### Santos Laguna
El día jueves 20 de diciembre de 2018 Alejandro Irarragorri, presidente del Santos Laguna, anuncia la contratación de Javier Correa.

### Atlas de Guadalajara
Seis meses después de su llegada a México con el equipo «lagunero» se marcha cedido al Atlas de Guadalajara, convirtiéndose en el tercer fichaje de los «zorros» detrás de su compatriota y compañero en el Santos Laguna Martín Nervo, y el jugador hispano-ecuatoriano Manu Balda.

### Racing Club
El 30 de junio de 2021 acuerda desde México su llegada a Racing, unos días después viaja a Argentina y firmas su contrato.

Debutaría el 14 de julio de 2021 en el empate 1-1 contra Sao Paulo por la ida de los octavos de final de la Copa Libertadores 2021 y ante el mismo rival lograría convertir su primer gol con la academia en el partido de vuelta, que acabaría con victoria 3-1 para los brasileños.
Luego de un semestre un poco complicado con varias criticas hacia su rendimiento y con solo 4 goles hasta ese momento, a Javier le tocaría entrar por el ídolo Lisandro López (Lesionado a poco de haber comenzado el encuentro) en su ultimo partido con la academia, en un contexto complicado donde Racing necesitaba ganar para lograr clasificarse a la Sudamericana 2022 y no quedarse sin jugar copas durante el siguiente año, anotaría el primer gol del partido mediante un gran derechazo aprovechando un error de los defensores del "tomba". que luego empataría el partido transitoriamente dándole suspenso al desenlace, ya en el segundo tiempo Correa convertiría su doblete sirviéndose de un gran pase de cuchara de su compañero Alcaraz. Logrando la victoria para Racing, clasificándolo para la Sudamericana 2022. 
Los siguientes 6 meses para Correa, en 2022, serían muy buenos. Logró convertir 7 goles ante Argentinos Juniors, Sarmiento, Patronato (2), San Lorenzo, Aldosivi, Cuiabá y Melgar. En junio de 2022, se despide de Racing Club.

Quiero agradecer a todos mis compañeros por ayudarme a crecer profesionalmente y humanamente. Al cuerpo técnico, dirigentes, utileros, área médica y a todos los que trabajan en el club. Los voy a extrañar. Ojalá el fútbol nos encuentre de nuevo. Gracias a toda la gente que me brindó su apoyo desde que llegué, me llevo lo mejor siempre. ¡Aguante la Academia! 
 -Javier Correa

### Estudiantes de La Plata
En enero de 2024 se anuncia la contratación por la totalidad de su ficha en alrededor del millón de dólares y un contrato por 3 años. En su debut en el primer equipo y por Copa Argentina 2024, convierte el primer gol del equipo en el triunfo sobre el Club Deportivo Argentino de Monte Maíz por 3 a 0.
El 5 de mayo de 2024 integra el equipo que obtiene la Copa de la Liga Profesional 2024, en una gran final contra Vélez Sarsfield.

## Estadísticas

### Clubes
Actualizado al último partido disputado el 3 de agosto de 2025.
| Club | Div.          | Temporada     | Liga  | Liga  | Liga   | Copas Nacionales(1) | Copas Nacionales(1) | Copas Nacionales(1) | Copas Internacionales(2) | Copas Internacionales(2) | Copas Internacionales(2) | Total | Total | Total  |
| Club | Div.          | Temporada     | Part. | Goles | Asist. | Part.               | Goles               | Asist.              | Part.                    | Goles                    | Asist.                   | Part. | Goles | Asist. |
| --- | ------------- | ------------- | ----- | ----- | ------ | ------------------- | ------------------- | ------------------- | ------------------------ | ------------------------ | ------------------------ | ----- | ----- | ------ |
| Instituto Argentina | 2.ª           | 2009-10       | 10    | 0     | 0      | —                   | —                   | —                   | —                        | —                        | —                        | 10    | 0     | 0      |
| Instituto Argentina | 2.ª           | 2010-11       | 4     | 0     | 0      | —                   | —                   | —                   | —                        | —                        | —                        | 4     | 0     | 0      |
| Instituto Argentina | Total         | Total         | 14    | 0     | 0      | 0                   | 0                   | 0                   | 0                        | 0                        | 0                        | 14    | 0     | 0      |
| General Paz Juniors Argentina | 4.ª           | 2012          | 13    | 2     | 0      | —                   | —                   | —                   | —                        | —                        | —                        | 13    | 2     | 0      |
| General Paz Juniors Argentina | Total         | Total         | 13    | 2     | 0      | 0                   | 0                   | 0                   | 0                        | 0                        | 0                        | 13    | 2     | 0      |
| Ferro Carril Oeste Argentina | 2.ª           | 2012-13       | 18    | 4     | 0      | —                   | —                   | —                   | —                        | —                        | —                        | 18    | 4     | 0      |
| Ferro Carril Oeste Argentina | 2.ª           | 2013-14       | 17    | 5     | 1      | —                   | —                   | —                   | —                        | —                        | —                        | 17    | 5     | 1      |
| Ferro Carril Oeste Argentina | Total         | Total         | 35    | 9     | 1      | 0                   | 0                   | 0                   | 0                        | 0                        | 0                        | 35    | 9     | 1      |
| Olimpia Paraguay | 1.ª           | 2014          | 5     | 0     | 1      | —                   | —                   | —                   | —                        | —                        | —                        | 5     | 0     | 1      |
| Olimpia Paraguay | Total         | Total         | 5     | 0     | 1      | 0                   | 0                   | 0                   | 0                        | 0                        | 0                        | 5     | 0     | 1      |
| Rosario Central Argentina | 1.ª           | 2014          | 3     | 0     | 0      | 2                   | 1                   | 0                   | —                        | —                        | —                        | 5     | 1     | 0      |
| Rosario Central Argentina | Total         | Total         | 3     | 0     | 0      | 2                   | 1                   | 0                   | 0                        | 0                        | 0                        | 5     | 1     | 0      |
| Godoy Cruz Argentina | 1.ª           | 2015          | 6     | 0     | 0      | 1                   | 0                   | 0                   | —                        | —                        | —                        | 7     | 0     | 0      |
| Godoy Cruz Argentina | 1.ª           | 2016          | 10    | 2     | 0      | 2                   | 0                   | 0                   | —                        | —                        | —                        | 12    | 2     | 0      |
| Godoy Cruz Argentina | 1.ª           | 2016-17       | 19    | 9     | 0      | 4                   | 1                   | 1                   | 7                        | 3                        | 0                        | 30    | 13    | 1      |
| Godoy Cruz Argentina | 1.ª           | 2017-18       | 9     | 2     | 0      | —                   | —                   | —                   | —                        | —                        | —                        | 9     | 2     | 0      |
| Godoy Cruz Argentina | Total         | Total         | 44    | 13    | 0      | 7                   | 1                   | 1                   | 7                        | 3                        | 0                        | 58    | 17    | 1      |
| Colón Argentina | 1.ª           | 2017-18       | 12    | 8     | 0      | —                   | —                   | —                   | 1                        | 1                        | 0                        | 13    | 9     | 0      |
| Colón Argentina | 1.ª           | 2018          | 12    | 3     | 0      | 1                   | 1                   | 0                   | 3                        | 0                        | 0                        | 16    | 4     | 0      |
| Colón Argentina | Total         | Total         | 24    | 11    | 0      | 1                   | 1                   | 0                   | 4                        | 1                        | 0                        | 29    | 13    | 0      |
| Santos Laguna · México | 1ª            | 2019          | 16    | 4     | 0      | —                   | —                   | —                   | 5                        | 3                        | 1                        | 21    | 7     | 1      |
| Atlas F. C. · México | 1ª            | 2019-20       | 21    | 3     | 1      | 5                   | 2                   | 0                   | —                        | —                        | —                        | 26    | 5     | 1      |
| Atlas F. C. · México | 1ª            | 2020-21       | 28    | 1     | 0      | —                   | —                   | —                   | —                        | —                        | —                        | 28    | 1     | 0      |
| Atlas F. C. · México | Total         | Total         | 49    | 4     | 1      | 5                   | 2                   | 0                   | 0                        | 0                        | 0                        | 54    | 6     | 1      |
| Racing Club Argentina | 1.ª           | 2021          | 21    | 4     | 1      | 1                   | 1                   | 0                   | 2                        | 1                        | 0                        | 24    | 6     | 1      |
| Racing Club Argentina | 1.ª           | 2022          | 1     | 0     | 0      | 12                  | 6                   | 0                   | 4                        | 2                        | 0                        | 17    | 8     | 0      |
| Racing Club Argentina | Total         | Total         | 22    | 4     | 1      | 13                  | 7                   | 0                   | 6                        | 3                        | 0                        | 41    | 14    | 1      |
| Santos Laguna · México | 1ª            | 2022-23       | 37    | 12    | 1      | —                   | —                   | —                   | —                        | —                        | —                        | 37    | 12    | 1      |
| Santos Laguna · México | 1ª            | 2023-24       | 15    | 1     | 0      | —                   | —                   | —                   | —                        | —                        | —                        | 15    | 1     | 0      |
| Santos Laguna · México | Total         | Total         | 68    | 17    | 1      | 0                   | 0                   | 0                   | 5                        | 3                        | 1                        | 73    | 20    | 2      |
| Estudiantes de La Plata Argentina | 1.ª           | 2024          | 5     | 1     | 1      | 17                  | 6                   | 2                   | 6                        | 3                        | 0                        | 28    | 10    | 3      |
| Estudiantes de La Plata Argentina | Total         | Total         | 5     | 1     | 1      | 17                  | 6                   | 2                   | 6                        | 3                        | 0                        | 28    | 10    | 3      |
| Colo-Colo · Chile | 1.ª           | 2024          | 11    | 5     | 0      | 2                   | 0                   | 0                   | 4                        | 0                        | 0                        | 17    | 5     | 0      |
| Colo-Colo · Chile | 1.ª           | 2025          | 16    | 9     | 2      | 3                   | 3                   | 0                   | 6                        | 3                        | 0                        | 25    | 15    | 2      |
| Colo-Colo · Chile | Total         | Total         | 27    | 14    | 2      | 5                   | 3                   | 0                   | 10                       | 3                        | 0                        | 42    | 20    | 2      |
| Total carrera | Total carrera | Total carrera | 309   | 75    | 8      | 50                  | 21                  | 3                   | 38                       | 16                       | 1                        | 397   | 112   | 12     |
| (1) Las copas nacionales se refiere a la Copa de la Liga Profesional, Copa Argentina, Supercopa Argentina, Copa Chile y Supercopa de Chile. (2) Las copas internacionales se refiere a la Copa Libertadores y Copa Sudamericana. |               |               |       |       |        |                     |                     |                     |                          |                          |                          |       |       |        |

### Tripletes
| Partidos en los que ha anotado 3 o más goles | Partidos en los que ha anotado 3 o más goles | Partidos en los que ha anotado 3 o más goles   | Partidos en los que ha anotado 3 o más goles | Partidos en los que ha anotado 3 o más goles | Partidos en los que ha anotado 3 o más goles | Partidos en los que ha anotado 3 o más goles | Partidos en los que ha anotado 3 o más goles |
| Oficiales                                    | Oficiales                                    | Oficiales                                      | Oficiales                                    | Oficiales                                    | Oficiales                                    | Oficiales                                    | Oficiales                                    |
| N.º                                          | Fecha                                        | Lugar                                          | Equipo                                       | Rival                                        | Goles                                        | Resultado                                    | Competición                                  |
| -------------------------------------------- | -------------------------------------------- | ---------------------------------------------- | -------------------------------------------- | -------------------------------------------- | -------------------------------------------- | -------------------------------------------- | -------------------------------------------- |
| 1                                            | 20-02-2019                                   | Estadio Olímpico Metropolitano, San Pedro Sula | Santos Laguna                                | Marathón                                     |                                              | 6 - 2                                        | Liga de Campeones de la Concacaf             |
| 2                                            | 12-02-2025                                   | Estadio Monumental, Santiago                   | Colo-Colo                                    | Unión San Felipe                             |                                              | 4 - 0                                        | Copa Chile                                   |

## Palmarés

### Campeonatos nacionales
| Título             | Club                    | País      | Año  |
| ------------------ | ----------------------- | --------- | ---- |
| Copa de la Liga    | Estudiantes de La Plata | Argentina | 2024 |
| Primera División   | Colo-Colo               | Chile     | 2024 |
| Supercopa de Chile | Colo-Colo               | Chile     | 2024 |